# Трамвай-пам'ятник (Волгоград)
Трамвай-пам'ятник — відтворений трамвайний вагон серії Х, встановлений як пам'ятник у Волгограді, РФ. Відкриття пам'ятника було приурочено до 100-річчя започаткування трамвайного руху в місті.

## Історія
Базою для відтворення трамвая-пам'ятника став вагон МС-4 1932 року випуску. У період виробництва і підготовки введення в експлуатацію нового рухомого складу для другої черги швидкісного трамвая фахівці МУП «Метроелектротранс» їздили у відрядження до Санкт-Петербурга, де на трамвайно-механічному заводі побачили старий вагон МС-4, який вже не експлуатувався. Він був придбаний, і влітку 2010 року доставлений із Санкт-Петербурга у Волгоград.
Старий вагон був привезений на завод, який займається ремонтом трамваїв і тролейбусів «ВЕТА». Завданням для колективу підприємства було — до 100-річчя пуску трамвайного руху в місті, на базі вагона МС-4 відтворити зовнішній і внутрішній вигляд трамвайного вагона серії Х. Над втіленням цього задуму працювали заст. директора заводу Д. А. Принцев, інженер-конструктор Є. Ю. Єпишин, газоелектрозварник Д. Б. Попов і столяр В. Н. Башкірцев. Відтворюючи трамвай, робітники орієнтувалися на більш пізню версію вагона серії Х — з однією кабіною водія і двома дверима з правого боку. Такі вагони почали виробляти, коли з'явилися розворотні круги, а до цього трамваї ходили човниковим способом, заходячи в тупики, тому у них було дві кабіни і двері з обох боків.
У 2011 році трамвай розібрали: візок відокремили від кузова, провели дефектацію складових, приступили до створення креслень, оскільки старих креслень подібного вагона на підприємстві не збереглося. Вивчивши фотографії, була складена тривимірна модель вагона. Був зварений каркас, потім його обшили металом і приступили до виготовлення внутрішнього інтер'єру: стеля, поздовжні лавки і підлога зроблені з дерева. При відтворенні використовувалися матеріали, які застосовували при будівництві аналогічних трамваїв на початку XX століття.
Коли трамвай був повністю відтворений, його, за допомогою підйомного крана, завантажили на трал і доставили на місце встановлення. В ніч з 17 на 18 квітня 2013 року вагон був встановлений на спеціальний майданчик із рейками в міському саду Центрального району.
Урочисте відкриття трамвая-пам'ятника відбулося 19 квітня 2013 року.

## Опис
Пам'ятник являє собою копію вагона серії Х, який випускався з 1926 по 1937 рік на Митищинському машинобудівному заводі (нині Метровагонмаш), з 1937 по 1941 рік — на Усть-Катавському вагонобудівному заводі. Трамваї даної моделі експлуатувалися в місті з 1929 по 1967 рік.
Трамвай встановлений на спеціальному майданчику з рейками, який вимощений брущаткою. Навпроти вагона встановлено три інформаційні стенди, на яких розміщена коротка інформація про історію розвитку трамвайного руху в місті. Також поруч встановлена табличка з QR-кодом, за допомогою якого можна перейти на сайт, де дана інформація викладена більш докладно.